# Distretto di Newry e Mourne
Il distretto di Newry e Mourne era una delle suddivisioni amministrative dell'Irlanda del Nord, nel Regno Unito. Fu creato nel 1973. Apparteneva alle contee storiche di Armagh e Down.
A partire dal 1º aprile 2015 il distretto di Newry e Mourne è stato unito a quello di Down per costituire il distretto di Newry, Mourne e Down.